# 니촌
니촌(일본어: 新村)은 일본 나가노현 히가시치쿠마군에 존재했던 촌이다 (1875년 10월 25일 - ) 1954년 8월 1일, 쇼와 대합병에 의해 마쓰모토시에 편입되었다.

## 역사
- 1889년 4월 1일 - 정촌제 시행에 의해 히가시치쿠마군 니촌이 촌제를 시행해 성립하였다.
- 1954년 8월 1일 - 마쓰모토시에 편입되어 동일 니촌은 폐지되었다.

## 참고문헌
- 『市町村名変遷辞典』東京堂出版、1990年。